# فوناراوات
الفوناراوات (الاسم العلمي: Funarioideae) هي أسرة من النباتات تتبع الفصيلة الفونارية من رتبة الفوناريات.

## أجناس
- الفونار